# Francis Hodgson
Francis Hodgson (16 de novembre de 1781 - 29 de desembre de 1852; també conegut com a Frank Hodgson en correspondència) fou un educador, clergue, escriptor de versos i amic de Byron.

## Biografia
Hodgson va néixer el 16 de novembre de 1781, fill del reverend James Hodgson, director de l'escola Whitgift, el pare del qual, James Hodgson, s'havia mudat de Hawkshead, Cumbria, per ser rector de Humber, Herefordshire. Francis i una de les seves germanastres eren els únics dos dels set fills del seu pare que vivien més enllà dels 15 anys.
Es va formar primer a la Whitgift School, abans de procedir a l'Eton College com a King's Scholar, i després com a acadèmic al King's College de Cambridge.
Va morir el 29 de desembre de 1852 a la Provost's Lodge, a Eton, i va ser enterrat a College Chapel. El seu retrat penja al College Hall.
Entre altres obres, va fer una traducció de Juvenal (1808) i va escriure Lady Jane Grey, with Miscellaneous Poems in English and Latin  (1809) i Sir Edgar, a Tale, in two Cantos (1810).
L'octubre del 2009, quinze cartes de Byron a Hodgson es van vendre per 277.350 lliures esterlines, un rècord mundial d'una sèrie de cartes o d'un manuscrit d'un poeta romàntic britànic.

## Obres
- Memoir of Francis Hodgson, by Rev James T. Hodgson, Macmillan, 1878.
- Obituary in Gentleman's Magazine, April 1853.
- Modern English Biography, Frederic Boase, 1892-1921.